# Diplodiscus aureus
Diplodiscus aureus är en malvaväxtart som beskrevs av André Joseph Guillaume Henri Kostermans. Diplodiscus aureus ingår i släktet Diplodiscus och familjen malvaväxter. Inga underarter finns listade i Catalogue of Life.